# Godardia catalai
Godardia catalai är en fjärilsart som beskrevs av Le Moult 1933. Godardia catalai ingår i släktet Godardia och familjen praktfjärilar. Inga underarter finns listade i Catalogue of Life.